# Günter Delling

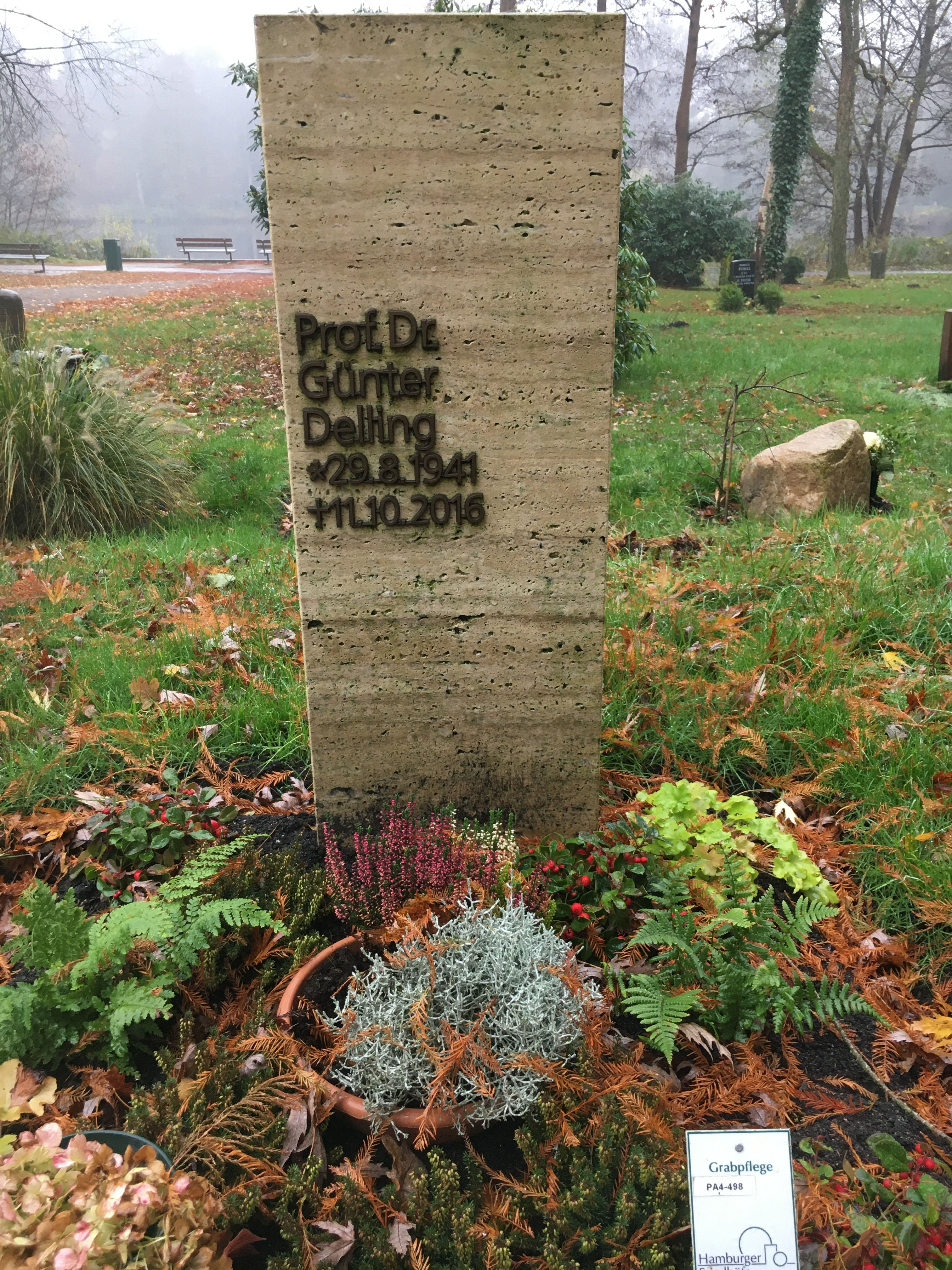
Grabstätte Günter Delling auf dem Friedhof Ohlsdorf

Günter Delling (* 29. August 1941 in Leipzig; † 11. Oktober 2016 in Hamburg) war ein deutscher Pathologe.

## Leben
Günter Delling kam als Sohn eines Medizinerehepaars zur Welt. An der Georg-August-Universität Göttingen und der Universität Hamburg studierte er ebenfalls Medizin. Er legte 1967 das Zweite Staatsexamen ab und wurde im selben Jahr zum Dr. med. promoviert. Danach war Delling bis 1969 in der Abteilung für Endokrinologie der Universität Ulm tätig. Am Pathologischen Institut im Universitätsklinikum Hamburg-Eppendorf beendete er 1974 seine Ausbildung zum Facharzt für Pathologie. Er habilitierte sich im selben Jahr. Er war ab 1975 Oberarzt und ab 1983  stellvertretender geschäftsführender Direktor des Instituts für Pathologie. Nach Gründung der Abteilung für Osteopathologie im Jahr 1988 wurde er deren Direktor. 2006 emeritiert, starb er wenige Wochen nach Vollendung seines 75. Lebensjahres nach langer Krankheit. Beigesetzt wurde er auf dem Hamburger Friedhof Ohlsdorf im Planquadrat PA 4.